# Mariusz Dorawa
Mariusz Dorawa (ur. 1990) – polski strongman. Mistrz Polski strongman w parach w 2021 i 2022.

## Życiorys
Sporty siłowe trenuje od 17 roku życia. Jako siłacz zadebiutował w 2010, z pomocą pomorskich siłaczy Jarosława Dymka i Sławomira Toczka. W 2018 zajął dziesiąte miejsce na mistrzostwach świata siłaczy amatorów (Arnold Amateur Strongman World Championships), których głównym organizatorem jest Arnold Schwarzenegger. Mariusz Dorawa był jednym z nielicznych Polaków w tych prestiżowych zawodach. W 2021 i 2022 wygrał mistrzostwa Polski strongman w parach, w których występują zespoły złożone z dwóch zawodników. W obu wystąpił z również Kociewianinem, jednym z najlepszych polskich siłaczy, Oskarem Ziółkowskim (indywidualnym mistrzem Polski strongman 2021).
Mieszka w Zblewie na Kociewiu.
Warunki fizyczne: 180 cm wzrostu, 138 kg masy ciała (2021).

## Osiągnięcia strongman (wybór)
- 2011
  - 1. miejsce – Mistrzostwa Strongman Województwa Pomorskiego 2011, Zblewo[3]
- 2013
  - 2. miejsce – Mistrzostwa Polski Strongman 2013, Międzyzdroje[3]
- 2018
  - 10. miejsce – Arnold Amateur Strongman World Championships, Columbus[6]
- 2019
  - 3. miejsce – Puchar Polski Strongman, Stężyca[7]
  - 1. miejsce – IV Starcie Gigantów Strongman, Zblewo[8]
- 2021
  - 3. miejsce – Puchar Polski Strongman, Luzino[9]
  - 1. miejsce – Puchar Polski Strongman, Gryfice[10]
  - 4. miejsce – 10. Pojedynek Gigantów, Mikołajki[11]
  - 1. miejsce – Mistrzostwa Polski Strongman w Parach 2021, Białystok (z Oskarem Ziółkowskim)[12]
- 2022
  - 1. miejsce – Mistrzostwa Polski Strongman w Parach 2022, Inowrocław (z Oskarem Ziółkowskim)[13]